# Hassjön
Hassjön är en sjö i Sundsvalls kommun i Medelpad och ingår i Ljungans huvudavrinningsområde. Sjön har en area på 1,82 kvadratkilometer och ligger 221 meter över havet. Sjön avvattnas av vattendraget Hassjöån.

## Delavrinningsområde
Hassjön ingår i det delavrinningsområde (694811-153908) som SMHI kallar för Utloppet av Hassjön. Medelhöjden är 275 meter över havet och ytan är 14,55 kvadratkilometer. Det finns inga avrinningsområden uppströms utan avrinningsområdet är högsta punkten. Hassjöån som avvattnar avrinningsområdet har biflödesordning 3, vilket innebär att vattnet flödar genom totalt 3 vattendrag innan det når havet efter 115 kilometer. Avrinningsområdet består mestadels av skog (69 procent). Avrinningsområdet har 1,81 kvadratkilometer vattenytor vilket ger det en sjöprocent på 12,5 procent.